# Andreas Knorr (Wirtschaftswissenschaftler)
Andreas Knorr (* 1964 in Regensburg) ist ein deutscher Wirtschaftswissenschaftler. Er ist Inhaber des Lehrstuhls für Volkswirtschaftslehre, insbesondere nationale und internationale Wirtschaftspolitik an der Deutschen Hochschule für Verwaltungswissenschaften Speyer.

## Leben
Nach dem Abitur am Erasmus-Gymnasium in Amberg studierte Knorr Betriebs- und Volkswirtschaftslehre an der Universität Bayreuth. 1989 erhielt er sein Diplom, 1993 promovierte er an der gleichen Hochschule zum Thema „Monopol oder Wettbewerb bei den Postdiensten?“ zum Dr. rer. pol. 1996 habilitierte er zum Thema „Umweltschutz, nachhaltige Entwicklung und Freihandel: WTO und NAFTA im Vergleich“.
Von 2000 bis 2004 war er Professor für Außenwirtschaftstheorie und -politik an der Universität Bremen, seit 2004 ist er Professor an der Hochschule für Verwaltungswissenschaften in Speyer.

## Position zum Klimawandel
2016 veröffentlichte Knorr gemeinsam mit Alexander Eisenkopf eine Stellungnahme im Nachgang zur Klimakonferenz in Paris. Dort schreiben sie, dass „die Reduktion von anthropogenem CO2“ „mit einem Fragezeichen“ zu versehen sei, ob „der insgesamt vergleichsweise geringen Relevanz dieses Gases für den Gesamttreibhausgaseffekt (anthropogen und natürlich verursacht)“. Mit Blick auf das 2-Grad-Ziel sagen sie: „Es besteht insbesondere Unklarheit darüber, wann die ökonomischen Nachteile einer Temperaturerhöhung deren Vorteile überwiegen.“ Sie führen mit Verweis auf eine Arbeit von Michael Limburg (Vizepräsident der Organisation EIKE, inzwischen auch Mitglied der AfD) aus dem Jahr 2010 aus: „So wird derzeit eine wissenschaftliche Arbeit intensiv diskutiert, die zeigt, dass die bei der Berechnung der globalen Mitteltemperatur über einen Zeitraum von 150 Jahren unvermeidliche verbleibende Unsicherheit mindestens genauso groß ist wie die ganze offiziell angegebene Änderung über diesen Zeitraum […].“ Sie schreiben, es sei naheliegend, dass mit einem „Wachstum der Weltbevölkerung auch ein entsprechender Anstieg der CO2-Konzentration“ einhergehe.